# Galloperdix spadicea
Il gallopernice rosso (Galloperdix spadicea (J.F.Gmelin, 1789) è un uccello galliforme della famiglia dei Fasianidi, diffuso in India e Nepal.

## Descrizione
È un galliforme lungo 35-38 cm, con un peso di 284–454 g.
Presenta un moderato dimorfismo sessuale.

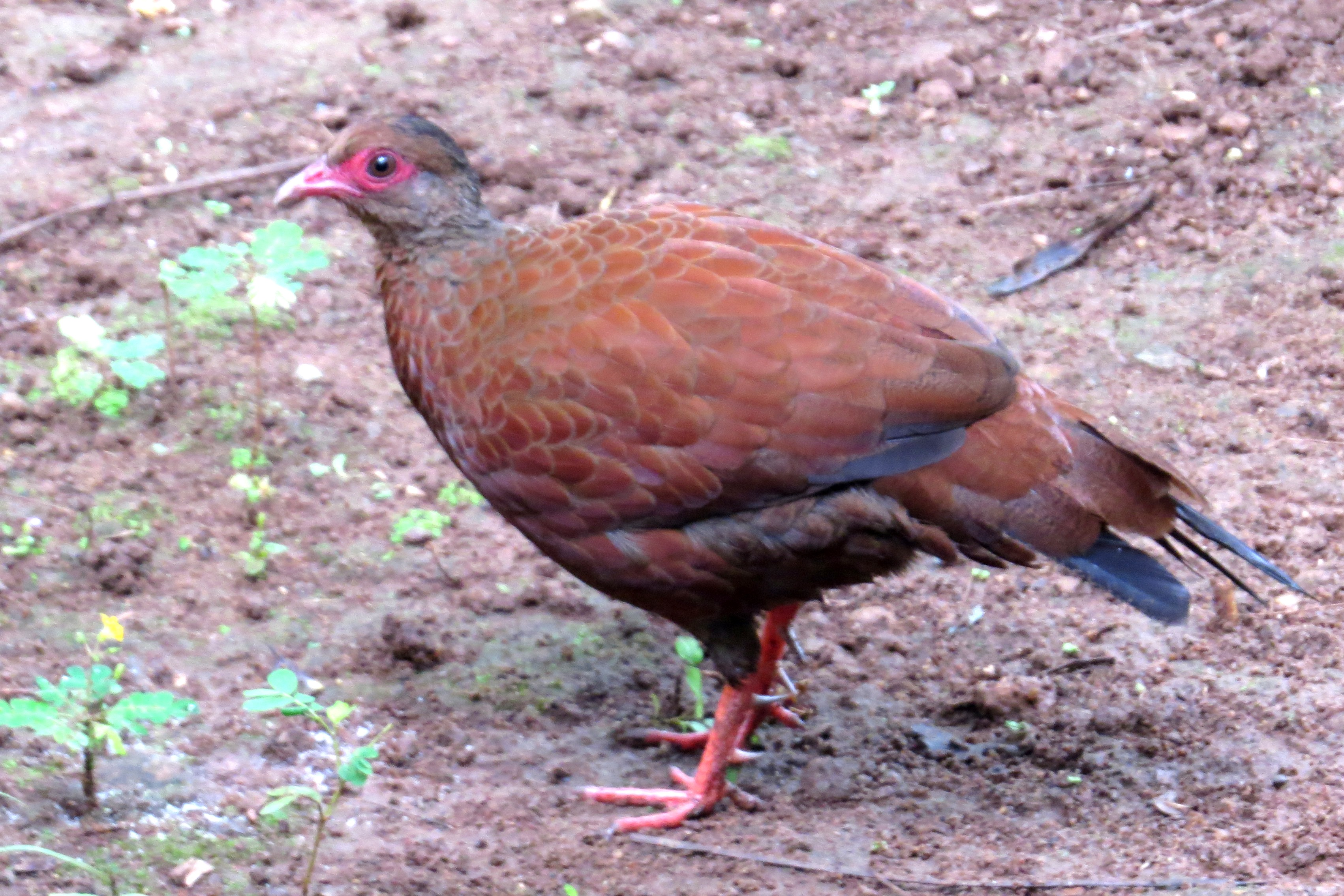
Maschio
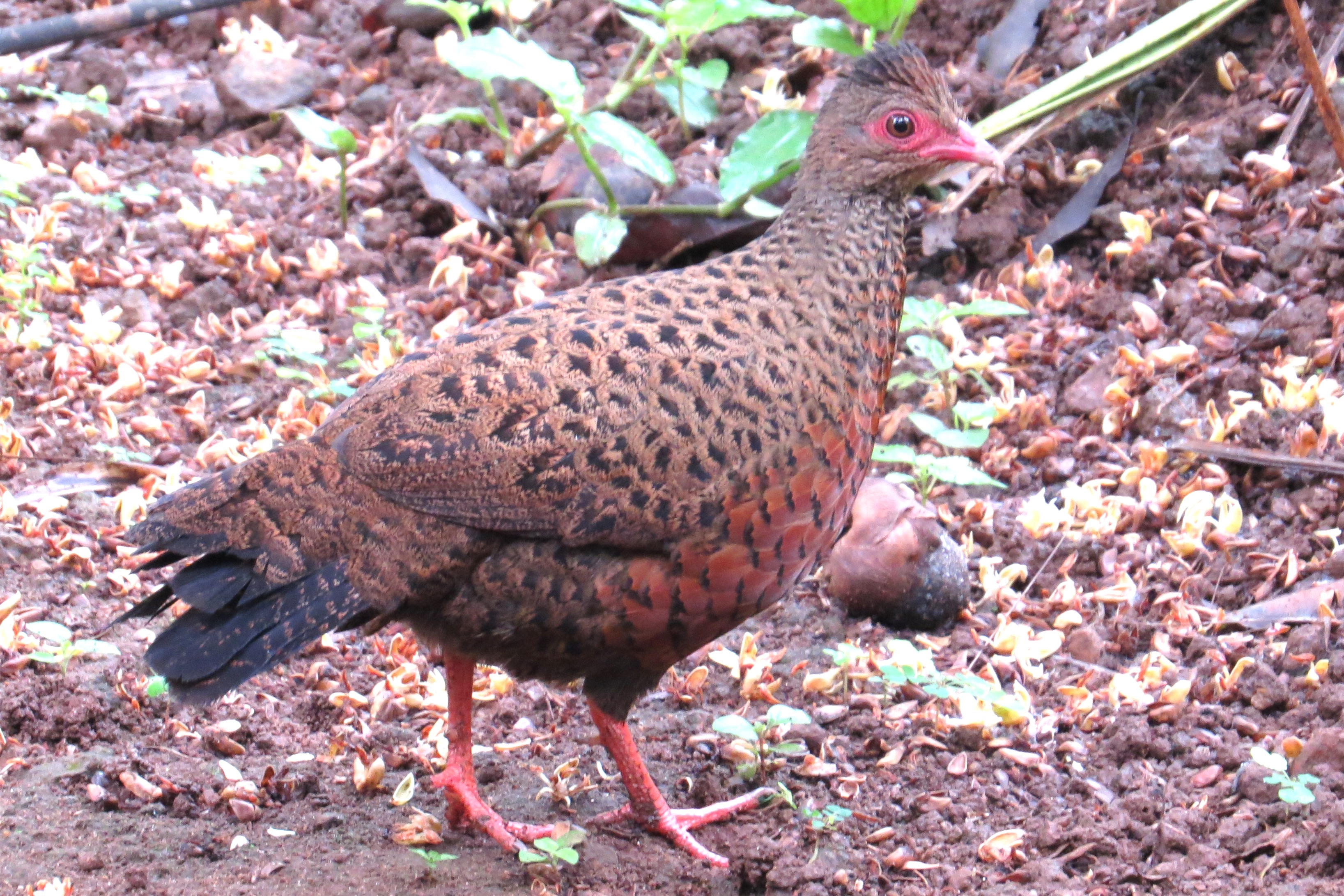
Femmina

## Biologia

### Alimentazione
Si nutre di semi, bacche, frutti (in particolare di Ficus) e di piccoli invertebrati.

## Tassonomia
Sono note le seguenti sottospecie:
- Galloperdix spadicea spadicea (J.F.Gmelin, 1789) - diffusa nel Nepal occidentale, e nell'India settentrionale e centrale
- Galloperdix spadicea caurina Blanford, 1898 - diffusa nel Rajasthan (India occidentale)
- Galloperdix spadicea stewarti Baker, 1919 - diffusa nel Kerala (India meridionale)